# Selenocosmia deliana
Selenocosmia deliana là một loài nhện trong họ Theraphosidae.
Loài này thuộc chi Selenocosmia. Selenocosmia deliana được Embrik Strand miêu tả năm 1913.